# Подорож (фільм, 1959)
Подорож (англ. The Journey) — історична мелодрама 1959 року американського режисера українського походження Анатоля Літвака про події, пов'язані з Угорською революцією 1956 року.

## Сюжет
Будапешт 1956 року. У країні вирує революція. Група вихідців із США, Великої Британії, Федеративної Республіки Німеччина, Ізраїлю та Французької республіки, намагається покинути місто захоплене радянськими військами. Серед них — угорський дисидент, якого переслідує поліція, Пол (Джейсон Робардс). Аеропорт закритий, і вони змушені добиратися до кордону з Австрією автобусом. А на кордоні їх затримує радянський майор. Суров (Юл Бріннер) тягне час і не бажає відпускати пасажирів, особливо біженку Діану (Дебора Керр). Діана і Пол люблять один одного, і вона сповнена рішучості захистити свою таємницю. Майор Суров підозрює що серед пасажирів автобусу переховується повстанець, але не знає хто саме… Діану, навіть проти її волі, притягує складний характер радянського офіцера-прикордонника. Протягом фільму розкривається розвиток складних відносин двох сильних особистостей.

## Акторський склад
Дебора Керр, Юл Бріннер, Джейсон Робардс, Роберт Морлі, Е. Г. Маршалл, Енн Джексон, Рон Говард, Фліп Марк, Курт Казнар
Девід Кософф, Жерар Урі, Марі Даемс, Анук Еме, Зігфрид Шюренберг, Марія Урбан, Шарль Реньє, Іван Петрович, Зента Бергер та ін.

## Цікаві факти
Кінокартина починається титрами на екрані: «Дія цієї історії відбувається між столицею Угорщини Будапештом і австро-угорським кордоном, з фотографічною точністю відтворюючи трагічні події угорського повстання у листопада 1956 року».
Подорож — дебютний фільм Джейсона Робардса. У цьому фільмі також зіграв першу повноцінну роль чотирирічний Ронні Говард — майбутня зірка екрану Рон Говард.
Згідно з даними MGM Records касовий збір фільму в США і Канаді склав $1 300 000, в інших країнах — $2 150 000.